# صالح النعیمه
صالح النعیمه (انگلیسی: Saleh Nu'eimeh؛ زادهٔ ۲۴ ژوئن ۱۹۶۰) یک بازیکن فوتبال اهل عربستان سعودی است.
از باشگاه‌هایی که در آن بازی کرده‌است می‌توان به الهلال عربستان و عربستان سعودی اشاره کرد.

## تیم ملی
وی همچنین در تیم ملی فوتبال عربستان سعودی بازی کرده است.